# 多井隆晴
多井 隆晴（おおい たかはる、1972年3月17日 - ）は、日本の競技麻雀のプロ麻雀士。YouTuber。東京都葛飾区出身。RMU及びMリーグ・渋谷ABEMAS所属。RMUでは同団体の代表を務め、同団体最高ランクのSSS級ライセンスを保持している。多くのタイトルを獲得している他、トーク力を活かして様々な番組に出演している。キャッチフレーズは「最速最強」「麻雀星人」。

## 来歴
3人兄弟の末っ子として生まれた。5歳の頃に麻雀を覚え、10歳の頃にはほぼ牌効率をマスターしていたと公言している。小学校、中学校、高校と数学が得意だったため、高校卒業後は証券会社に入社した。
20歳の時にプロ雀士の試合を見学して刺激を受けプロ入りを決意。1995年、23歳の時に日本プロ麻雀連盟のプロテストに合格し、第12期生でプロデビューした。
プロ入りから2年ほど証券マンとして働きながらリーグ戦に参加していたが、バブル景気の終焉を目の当たりにし世の中の意識変化を感じ取ったことや、テレビで麻雀の対局を見られる時代が来ると予見し、その時代が来たらトップになってやるという思いから、26歳の時に証券会社を退社した。
1997年に新人王となり、鳳凰リーグも順調に昇級し2003年に最上位のA1リーグ入り。他のタイトル戦では準優勝が多く、「シルバーコレクター」と呼ばれた時期もあったが、2002年日本オープン優勝、2005年王位獲得と着実に結果を残した。
しかし2006年、A1リーガー、現役王位のまま、土田浩翔、阿部孝則、河野高志らとともに日本プロ麻雀連盟を退会。RMU（リアル・マージャン・ユニット）の創設に携わり2007年から代表に就任。
2015年11月10日、マカオで行われる世界麻雀選手権(WSOM)の「プロ日本代表決定戦」優勝（参加32選手）。
2016年3月10日に第1回日本シリーズ優勝。
2016年10月14日、第2回日本シリーズを連覇。
2016年11月第一回RTDマンスリーリーグ優勝。
2016年12月の麻雀最強戦では、この年圧倒的成績を残した多井の優勝が期待され、決勝卓に残ったものの惜しくも2位となった。
2017年3月、四神降臨2017王座決定戦で初優勝。
2020年4月2日、YouTubeチャンネル「たかちゃんねる」を開設。
2020年には麻雀最強戦を制し、初の最強位の座に就く。優勝インタビューでは「昔お世話になった安藤満さんから『最強位だけは取りたいけど、俺がとれなかったら頼む』と言われていて、なんとか取りたいと思っていました」「今回がラストチャンスだと思っていた」と述べた。

### Mリーグ
2018年に開かれたMリーグのドラフトで渋谷ABEMASに一巡目指名を受けた。
1年目（2018-19シーズン）ではレギュラーシーズンで終盤戦で4連勝と11連続連対を達成するなど、476.3ptで個人スコアで首位の栄えあるMリーグの初年度MVPとなり、チームのファイナルシリーズ進出の大きな原動力となった。
4年目となる2021-22シーズンでは4着回避率で個人賞を獲得、さらにスコア242.2を記録したことで、4年連続レギュラーシーズン＋200オーバーの快挙を達成した。
2021－22シーズン中、足掛け6試合で78局無放銃のMリーグ記録を達成。この間順位は2-2-2-1-3-2であった。
このようにレギュラーシーズンでは圧倒的かつ安定感ある成績を残す一方、ポストシーズンを鬼門としており、2018年ファイナルでは9回中4着4回。2020年ファイナルでは4連続3着からの4着と3着。2021年シーズンもセミファイナルからファイナルにかけて3連続4着を含む4着5回を記録し、渋谷ABEMASがMリーグ発足以来4年連続3位と優勝を果たせない一因となった。特に2020年ファイナルについては最終戦を含み5連投と極端な起用であったため、4着を取った時点で別の選手に任せるよう藤田晋監督に進言してもよかったかも、と後悔していた。
2022－23シーズンは、レギュラーシーズンにて2着1回を挟んでの10連続逆連対を記録するなどの不調で、初のマイナススコア（▲91.6pt）を喫した。セミファイナルでもトップ2回、4着2回と不安定な成績だったが、ファイナルでは5回中トップ3回、4着無しと復活。ほぼ優勝が確定した状況で迎えた最終戦では盤石のゲームメイクでトップを獲り、渋谷ABEMASの悲願の初優勝を有終の美で飾った。表彰式では「ようやく優勝できました」「悪魔に魂を売ってでも、Mリーグの優勝だけは取りたいとずっと思っていた」「麻雀プロを続けてきて今が一番幸せです」と万感の思いで喜びを語り、チームメイトや藤田監督にも「（チームワークが）今年が最高の状態だった」「やっと藤田監督に恩返しができる」と感極まりつつ感謝を述べた。
2024－25シーズンにて、9月27日の第2戦南2局1本場5巡目に待ちのリーチを掛け、直後に仲林圭（U-NEXT Pirates）から切られたでロンの発声と共に倒牌したが、多井は2巡目にを切っており、振聴リーチからの誤ロンによるチョンボとなった。Mリーグでのチョンボは2022年1月3日以来3例目であった。

## 人物
- 趣味は映画鑑賞、漫画、アニメ[13]、ボウリング[14]。
- アニメは特に『ドラゴンボール』と『キン肉マン』のマニア[14]。『SLAM DUNK』も好きである[15]。
- 50歳を超えているが未婚。結婚をしない理由は「仕事が楽しい」「仕事以外にもYouTubeの出演などで暇が無い」「喧嘩したり他人になったりするのが嫌なので、恋人や夫婦ではなく友達くらいで止まったほうが良い」としている[16]。
- 麻雀漫画『オーラ打ち 言霊マンボ』（片山まさゆき作）の主人公、多口万棒のモデル[3]。
- 麻雀に興味がない人達にも麻雀の魅力を伝えるため、アナウンス学校やボイストレーニングに通い、芸人のビデオ・DVDや新聞、ニュースを研究して、麻雀番組の解説やYouTubeの配信などで必要とされるトークの力を磨いた[17][18]。現在は麻雀番組のみならず、競輪やボートレースなどの配信番組にも多数出演している[19]。
- 撮影が多いため化粧水やファンデーションを使用している。化粧品は多井の母親が購入しているが、パソコンも携帯も持っていないため息子が麻雀プロであることは知らない[20][21]。多井も母親に心配をかけたくないため、麻雀プロであることを伝えていなかった[1]が、『アメトーーク!』のMリーグ芸人特集にてゲストとして出演した映像を母親が視聴したことでプロであることがバレた。後日母から最近の調子を聞かれ答えたところ、「勝負に向いていないのだから辞めたら?」と諭されたとのこと[22]。
- 以前「シロ」という名前の秋田犬を飼っていたが、死後ショックが大きすぎて、動物を飼うことができなくなった[23]。

### 交友
- 瀬戸熊直樹（TEAM雷電）とは日本プロ麻雀連盟に所属していた頃からの盟友。連盟を脱退後、瀬戸熊が「多井だけでも戻せないか」と連盟にかけあっている話を聞き、初めて連盟退会を後悔した[24]。
- 白鳥翔（渋谷ABEMAS）については、チームメイトになる以前から「若いのに玄人好みの麻雀をする」「将来怖い」と評価している[25]。
- 白鳥が岡田紗佳（KADOKAWAサクラナイツ）とのスキャンダルが報じられた頃、多井のスキャンダルを狙った記者が張り付いたが、「あの人なんもねーっすわ」と報告があった、と記者の上司から多井本人にタレコミがあった。多井は、自身のYouTubeチャンネル「たかちゃんねる」にて「でっちあげでもいいから何か出せよ」「仕事しろよ」などと笑いながら文句を言った後、「相手がいない＝無敵」とテロップを出した[26]。
- 松本吉弘（渋谷ABEMAS）については「僕の後継者になってもらいたい」という思いがあり、プロ雀士と配信者による麻雀の団体リーグ戦「神域リーグ」では、自分の仕事のやり方を伝えるべく監督に誘った[19]。
- 村上淳（元赤坂ドリブンズ）からは「多井さんに何か言われたらなんでもやる」と信頼を寄せられている[27]。

### YouTube
- 麻雀ファンを増やす活動の一環として、YouTubeチャンネル「たかちゃんねる」を通じて多くのバーチャルYouTuber（VTuber）と交流している[28]。最初にコラボしたVTuberはにじさんじ所属の郡道美玲で、彼女とは遠慮なく話し合える仲としている[19]。郡道は2023年3月に自身の不適切発言により謹慎処分となり[29]、同年6月21日をもってにじさんじを卒業したが[30]、多井はMリーグ2022-23シーズンに優勝した際に「優勝するときには郡道美玲と優勝しようと思ってた」と語り、「例えどんな事になっていても、恩は消えないし、忘れない」と自身をVTuberと結び付けた郡道を思い遣った[31]。
- オンライン対戦麻雀ゲーム『雀魂』の公式配信番組「にじたま」に出演するなど[32]、郡道以外のにじさんじ所属のVTuberとの交流も多い。天開司[33]、因幡はねる（ななしいんく）[34]などとも交友がある。2022-23シーズン以降は、所属する渋谷ABEMASの控室ににじさんじ所属VTuberのキャラクターグッズを置くことが定番となっている。
- 『雀魂』にて最高段位「魂天」を獲得したVTuberの咲乃もこは多井の弟子[35]。「神域リーグ」の初年度（2022シーズン）では、多井が率いる「チームアキレス」に咲乃、郡道、天宮こころ（にじさんじ）が所属した[19]。
- ネット雀士とプロ雀士が互いに強さを認め合う世界にしたいため、積極的に麻雀配信をしているネット雀士と交流している。2020年年末に鈴木たろう（赤坂ドリブンズ）、千羽黒乃（フリーVTuber）、鴨神にゅう（フリーVTuber）とともにライブ配信した大晦日麻雀バトルでは、万単位の同時接続が起こり、それぞれのファンが対戦相手の強さを認める反応があった。これがきっかけの一つとなり、後に雀魂を使用したRMU公式戦「闘魂杯」を開催した[36]。RMUに所属するプロやアスリート限定の大会であるが、いずれは他団体に所属するプロや、VTuberの実力者も含めた大会にしたいと考えている[37]。
- 2022年5月31日に『Apex Legends』の強豪プレイヤーとして活躍するVTuberの渋谷ハル、白雪レイド（以上Neo-Porte）、如月れん（ぶいすぽっ!）と『雀魂』のコラボ配信を行い[38]、渋谷からゲーミングPCを贈られたこと[39]がきっかけで『Apex Legends』に没頭し、「50歳から始めるAPEX」と題した配信を多数行っている。この縁もあり、「神域リーグ2023」では渋谷、白雪、或世イヌのNeo-Porte勢でチームを組んだ[40]。
- 2023年2月1日にはRMUと日本プロ麻雀協会が運営するVTuberの麻雀リーグ戦「VPL（V-pro League）」を設立し、VPL運営メンバーとなる[41][42]。

## 雀風
- 基本的に安牌を持ちつつ進める守備型で、2021-2022シーズンにMリーグ4着回避率のタイトルを取った際には、表彰式において「自分の雀風からして、もっと早くこのタイトルをとれると思ったが4年もかかってしまった。来年もこのタイトルを取りたい」と述べている[43]。
- もともとは超攻撃型だったが、連盟時代に藤原隆弘のもとで修業し、守備型になった[44]。
- 「最速最強」は多井が自分で付けた異名である。「最強」はあえて自称することで自分にプレッシャーをかけるため。「最速」は、かつて早和了り型で摸打も早かったことから。ただし現在はあまり鳴かず門前重視で摸打も遅くなったため、少なくとも「最速」ではないことは自分でも認めている[45]。
- 現在も時間打ち切りの対局では早く打つことが可能であるが「時間制限のない試合の時はルール内で時間を使っているから遅くなる」と主張している。
- 中盤以降の手詰まりを防ぐための「配牌オリ」が特徴で、自身も我が子のように大事にしてきたと語っている[46]。
- 2016年頃には、鈴木たろうや石橋伸洋の麻雀は勉強のために座ってちゃんと見るが、鈴木達也の麻雀はよく見るものの寝ながら楽しんで見ている、と語っている[47]。
- 勝つことだけを念頭に置き麻雀の技術を磨くよりも、対戦相手3人の人間性から打牌を予測することに重点を置いたことで勝率が上がった、と語っている。また、プロ雀士としての自己プロデュースで、負け試合であっても如何に評価される内容を見せられるかも重要と考えている[18]。

## 獲得タイトル
- 最強位（2020年[48]）
- Mリーグ2018-19シーズン MVP
- Mリーグ2022-23シーズン 渋谷ABEMAS優勝
- RTDリーグ2016　優勝
- 麻雀日本シリーズ (第1、2、7回)
- 令昭位 (第1、3、6、8、11期)
- 日本オープン (第1回、第9回)
- 第5期RMUクラウン優勝
- 王位 (第31期)
- 2011オープンリーグ優勝
- 2013オープンリーグ優勝
- 新人王 (第11期)
- RMUアワード2007 最優秀選手賞
- RMUアワード2009 最優秀選手賞
- RMUアワード2010 最優秀選手賞
- RMUアワード2011 最優秀選手賞
- RMUアワード2012 最優秀選手賞
- RMUアワード2013 最優秀選手賞
- 2016年度RMUスプリントカップ　アースカップ優勝
- 第3期飛翔位戦 Presented by (株)ACE 優勝(2022年)
- littleチャレンジカップ(第１、３期)

## Mリーグの戦績

### Mリーグ成績
| シーズン | チーム     | 半荘 | 個人スコア | 個人スコア | 個人スコア | 最高スコア | 最高スコア | 4着回避率 | 4着回避率 | 連対率 | トップ率 | 平均 着順 | 1着 | 1.5 | 2着 | 2.5 | 3着 | 3.5 | 4着 | 参照   |
| シーズン | チーム     | 半荘 | Pt         | 順位       | 平均       | 点         | 順位       | 率        | 順位      | 連対率 | トップ率 | 平均 着順 | 1着 | 1.5 | 2着 | 2.5 | 3着 | 3.5 | 4着 | 参照   |
| -------- | ---------- | ---- | ---------- | ---------- | ---------- | ---------- | ---------- | --------- | --------- | ------ | -------- | --------- | --- | --- | --- | --- | --- | --- | --- | ------ |
| 2018-19  | 渋谷ABEMAS | 27   | 476.3      | 1/21       | 17.6       | 55,400     | ――         | 0.85      | 3T/21     | 66.7%  | 40.7%    | 2.07      | 11  | 0   | 7   | 0   | 5   | 0   | 4   | [ 49 ] |
| 2019-20  | 渋谷ABEMAS | 27   | 211.4      | 6/29       | 7.8        | 59,900     | 11/29      | 0.8148    | 5T/29     | 55.6%  | 29.6%    | 2.33      | 8   | 0   | 7   | 0   | 7   | 0   | 5   | [ 50 ] |
| 2020-21  | 渋谷ABEMAS | 25   | 234.4      | 6/30       | 9.4        | 67,800     | 6/30       | 0.7600    | 15/30     | 68.0%  | 28.0%    | 2.28      | 7   | 0   | 10  | 0   | 2   | 0   | 6   | [ 51 ] |
| 2021-22  | 渋谷ABEMAS | 25   | 242.2      | 6/32       | 9.7        | 51,900     | 23/32      | 0.9600    | 1/32      | 64.0%  | 24.0%    | 2.16      | 6   | 0   | 10  | 0   | 8   | 0   | 1   | [ 52 ] |
| 2022-23  | 渋谷ABEMAS | 24   | ▲91.6      | 19/32      | ▲3.8       | 60,400     | 17/32      | 0.7917    | 9T/32     | 50.0%  | 20.8%    | 2.50      | 5   | 0   | 7   | 0   | 7   | 0   | 5   | [ 53 ] |
| 2023-24  | 渋谷ABEMAS | 22   | 30.6       | 13/36      | 1.4        | 62,100     | 17T/36     | 0.7727    | 15/36     | 54.5%  | 22.7%    | 2.45      | 5   | 0   | 7   | 0   | 5   | 0   | 5   | [ 54 ] |
| 2024-25  | 渋谷ABEMAS | 19   | ▲262.8     | 31/36      | ▲13.8      | 46,400     | 31/36      | 0.6316    | 31/36     | 31.6%  | 21.1%    | 2.84      | 4   | 0   | 2   | 0   | 6   | 0   | 7   | [ 55 ] |
| 通算     | 通算       | 169  | 840.5      | 840.5      | 5.0        | 67,800     | 67,800     | 80.5%     | 80.5%     | 56.8%  | 27.2%    | 2.36      | 46  | 0   | 50  | 0   | 40  | 0   | 33  |        |

- 個人賞は規定打荘数（20半荘）以上の選手が対象
- 着順の1.5、2.5、3.5は1着同着、2着同着、3着同着
- 2019年シーズンから最高スコアが表彰対象に

| シーズン               | チーム                 | 半荘                   | 個人スコア             | 個人スコア             | 最高スコア             | 4着回避率              | 連対率                 | トップ率               | 平着                   | 1着                    | 1.5                    | 2着                    | 2.5                    | 3着                    | 3.5                    | 4着                    |                        |
| シーズン               | チーム                 | 半荘                   | Pt                     | 平均                   | 最高スコア             | 4着回避率              | 連対率                 | トップ率               | 平着                   | 1着                    | 1.5                    | 2着                    | 2.5                    | 3着                    | 3.5                    | 4着                    |                        |
| セミファイナルシリーズ | セミファイナルシリーズ | セミファイナルシリーズ | セミファイナルシリーズ | セミファイナルシリーズ | セミファイナルシリーズ | セミファイナルシリーズ | セミファイナルシリーズ | セミファイナルシリーズ | セミファイナルシリーズ | セミファイナルシリーズ | セミファイナルシリーズ | セミファイナルシリーズ | セミファイナルシリーズ | セミファイナルシリーズ | セミファイナルシリーズ | セミファイナルシリーズ | セミファイナルシリーズ |
| ---------------------- | ---------------------- | ---------------------- | ---------------------- | ---------------------- | ---------------------- | ---------------------- | ---------------------- | ---------------------- | ---------------------- | ---------------------- | ---------------------- | ---------------------- | ---------------------- | ---------------------- | ---------------------- | ---------------------- | ---------------------- |
| 2019-20                | 渋谷ABEMAS             | 6                      | ▲68.7                  | ▲11.5                  | 35,400                 | 66.7%                  | 16.7%                  | 16.7%                  | 3.00                   | 1                      | 0                      | 0                      | 0                      | 3                      | 0                      | 2                      |                        |
| 2020-21                | 渋谷ABEMAS             | 4                      | 88.9                   | 22.2                   | 42,200                 | 100%                   | 75.0%                  | 50.0%                  | 1.75                   | 2                      | 0                      | 1                      | 0                      | 1                      | 0                      | 0                      |                        |
| 2021-22                | 渋谷ABEMAS             | 5                      | ▲148.9                 | ▲29.8                  | 27,300                 | 60.0%                  | 40.0%                  | 0%                     | 3.00                   | 0                      | 0                      | 2                      | 0                      | 1                      | 0                      | 2                      |                        |
| 2022-23                | 渋谷ABEMAS             | 4                      | 33.1                   | 8.3                    | 36,700                 | 50.0%                  | 50.0%                  | 50.0%                  | 2.50                   | 2                      | 0                      | 0                      | 0                      | 0                      | 0                      | 2                      |                        |
| 2023-24                | 渋谷ABEMAS             | 6                      | ▲55.9                  | ▲9.3                   | 48,400                 | 50.0%                  | 50.0%                  | 16.7%                  | 2.83                   | 1                      | 0                      | 2                      | 0                      | 0                      | 0                      | 3                      |                        |
| 2024-25                | 渋谷ABEMAS             | 6                      | ▲194.4                 | ▲32.4                  | 23,800                 | 83.3%                  | 0%                     | 0%                     | 3.25                   | 0                      | 0                      | 0                      | 0                      | 4                      | 1                      | 1                      |                        |
| セミファイナル通算     | セミファイナル通算     | 31                     | ▲345.9                 | ▲11.2                  | 48,400                 | 67.7%                  | 35.5%                  | 19.4%                  | 2.79                   | 6                      | 0                      | 5                      | 0                      | 9                      | 1                      | 10                     |                        |
| ファイナルシリーズ     |                        |                        |                        |                        |                        |                        |                        |                        |                        |                        |                        |                        |                        |                        |                        |                        |                        |
| 2018-19                | 渋谷ABEMAS             | 9                      | ▲115.1                 | ▲12.8                  | 54,100                 | 55.6%                  | 44.4%                  | 22.2%                  | 2.78                   | 2                      | 0                      | 2                      | 0                      | 1                      | 0                      | 4                      |                        |
| 2019-20                | 渋谷ABEMAS             | 5                      | ▲5.1                   | ▲1.0                   | 51,800                 | 80.0%                  | 60.0%                  | 20.0%                  | 2.40                   | 1                      | 0                      | 2                      | 0                      | 1                      | 0                      | 1                      |                        |
| 2020-21                | 渋谷ABEMAS             | 6                      | ▲78.8                  | ▲13.1                  | 40,800                 | 83.3%                  | 16.7%                  | 16.7%                  | 2.83                   | 1                      | 0                      | 0                      | 0                      | 4                      | 0                      | 1                      |                        |
| 2021-22                | 渋谷ABEMAS             | 4                      | ▲89.0                  | ▲22.3                  | 40,500                 | 25.0%                  | 25.0%                  | 25.0%                  | 3.25                   | 1                      | 0                      | 0                      | 0                      | 0                      | 0                      | 3                      |                        |
| 2022-23                | 渋谷ABEMAS             | 5                      | 153.4                  | 30.7                   | 39,800                 | 100%                   | 80.0%                  | 60.0%                  | 1.60                   | 3                      | 0                      | 1                      | 0                      | 1                      | 0                      | 0                      |                        |
| ファイナル通算         | ファイナル通算         | 29                     | ▲134.6                 | ▲4.6                   | 54,100                 | 69.0%                  | 44.8%                  | 27.6%                  | 2.59                   | 8                      | 0                      | 5                      | 0                      | 7                      | 0                      | 9                      |                        |
| ポストシーズン通算     | ポストシーズン通算     | 60                     | ▲480.5                 | ▲8.0                   | 54,100                 | 68.3%                  | 40.0%                  | 23.3%                  | 2.69                   | 14                     | 0                      | 10                     | 0                      | 16                     | 1                      | 19                     |                        |

## 作品

### 映画
- 雀鬼くずれ（2003年2月15日公開、ケイエスエス）監督:服部光則 闘牌指導:多井隆晴[56]
- 麻雀最強戦 the movie（2022年11月18日公開、マグネタイズ）監督:原澤遊風[57]

## 出演

### ラジオ
- オーイシマサヨシのMBSヤングタウン（2023年3月21日、MBSラジオ）[58]

### ウェブテレビ
- 究極のオンライン麻雀ゲーム「Maru-Jan」マルジャン放送局
- 新春オールスター麻雀大会2019（2019年1月2日 - 3日、AbemaTV）[59]
- WinTicketミッドナイト競輪（2019年6月 -、AbemaTV）
- 郡道美玲の麻雀ハイスクール（2020年6月29日 - 9月30日、雀魂公式ch[60]）
- にじたま（2020年11月6日 -、雀魂公式ch）
- ピザラ雀2023予選 supported by雀魂(2023年5月31日、オーイシ×加藤のピザラジオ）
- The k4sen -じゃんたま- supported by YOSTAR(2023年10月17日、 k4sen)

### Webアニメ
- じゃんたま PONG☆（2022年3月29日） - 本人 役

### テレビ
- アメトーーク!（2023年1月12日、テレビ朝日）-『プロ麻雀・Mリーグ芸人』ゲスト
- パネルクイズ アタック25 Next（2023年9月17日、BSJapanext） - 『Mリーガー大会』22枚獲得でトップ賞

### CM
- WINTICKET（『Mリーグ2023-24シーズン』『同2024-2025シーズン』中継内、ABEMA麻雀チャンネル）

## 書籍

### 著書
- 「多井隆晴の最速最強麻雀」（2006年5月25日、毎日コミュニケーションズ）ISBN 978-4839920821
- 「最速最強麻雀 多井隆晴の最新麻雀戦術」（2010年3月26日、毎日コミュニケーションズ）ISBN 978-4839934439
- 「多井熱」（2018年4月20日、竹書房）ISBN 978-4801914414
- 「全速力」（2019年11月26日、サイゾー）ISBN 978-4866251233
- 「必勝!麻雀実戦対局問題集 (近代麻雀戦術シリーズ)」（2020年6月8日、竹書房）ISBN 978-4801923201
- 「麻雀無敗の手筋 (近代麻雀戦術シリーズ)」（2021年6月10日、竹書房）ISBN 978-4801926851
- 「初心者からぐんぐん強くなる麻雀何切る」（2021年8月16日、竹書房、郡道美玲と共著）ISBN 978-4801927766
- 「無敵の麻雀 (近代麻雀戦術シリーズ)」（2022年7月14日、竹書房）ISBN 978-4801931886
- 「多井流麻雀の勝ち方 (近代麻雀戦術シリーズ)」（2023年9月25日、竹書房）ISBN 978-4801937062

### 関連本
- 「Mリーガーの素顔」（2023年12月5日 竹書房）著者:黒木真生 ※佐々木寿人・多井隆晴・滝沢和典・黒沢咲など活躍中のMリーガー14名の素顔を語る。ISBN 978-4801937987